# Hypochilus xomote
Hypochilus xomote — вид павуків родини Hypochilidae. Описаний у 2022 році.

## Назва
Назва виду xomote походить з мови явелмані йокут, якою розмовляли індіанці йокути, що живуть уздовж річки Керн. Назва перекладається як «південь», і вказує на те, що цей вид є найпівденнішим у роді Hypochilus.

## Поширення
Ендемік американського штату Каліфорнія. Поширений в округах Керн і Туларе.

## Опис
Розмір голотипу самця становить 7,5 мм, а паратипу самиці 11,8 мм.